# 定期特別急行券・定期座席指定券
定期特別急行券・定期座席指定券（ていきとくべつきゅうこうけん・ていきざせきしていけん）とは、南海電気鉄道（南海）が発行している特別急行券・座席指定券の定期券である。

## 概要
通称ていとくと呼ばれているこの定期券は、対象列車の座席を1ヶ月単位で購入し、その期間の間にはその座席を自分のものとして利用できる（同様の例としては名鉄特急のミュー定期等がある）。この定期券を使うには、通常の定期乗車券や回数乗車券などの乗車券が別途必要となる。なお、2007年に導入のPiTaPa定期券に付加することはできない。
名鉄のミュー定期とは異なり、指定列車に乗り遅れても別列車の空席をそのまま指定なしで利用することはできない。
座席は指定できるが区間までは指定されないので乗り越しや途中乗車なども可能。

## 対象列車
- ラピート：全列車
- サザン：全列車
- りんかん：2号 - 7号、9号、11号、13号、15号、17号
- 泉北ライナー：62号、64号、65号、66号、67号、69号、71号、73号、75号、77号、79号

## 発売日
利用開始日の前月25日の9時から月末まで。

## 発売駅
定期券を発売している駅。特急停車駅でなくても購入できるが、ピンク色の自動券売機やNATTS鉄道倶楽部では購入できない。

## 料金
1座席9,430円。ラピートのスーパーシート用も同額。子ども用の設定はない。